# 리막 컨셉 원
리막 컨셉 원(영어: Rimac Concept One)은 리막 오토모빌리에서 2013년 1월부터 2014년 11월까지 생산했던 전기 스포츠카이다.

## 사양
총 출력은 913 kW (1,241 PS; 1,224 hp) 및 1,600N⋅m (1,180lb⋅ft)의 토크를 제공하는 리막 컨셉 원은 2.5초 만에 0에서 100 km/h (62 mph)에서 가속하며, 전자적으로 제한된 최고 속도는 340 km/h (211 mph)이다.

## 변형 차종

### 리막 컨셉 S
리막 컨셉 원의 트랙 전용 차종이다.전기모터는 1,032kW (1,384hp)이고, 생산 댓수는 2대로 제한된다.

## 비디오 게임에서의 등장
- 아스팔트 8: 에어본
- 아스팔트 9: 레전드

## 같이 보기
- 플러그인 전기 자동차(영어판)
- 현재 이용 가능한 차량 목록(영어판)